# Raúl Suárez Góngora
Raúl Suárez Góngora, (Mérida, Yucatán, México, 25 de septiembre de 1995) es un futbolista mexicano. Juega como Mediocampista; y su actual equipo es el Cancún FC de la Liga de Expansión MX.

## Trayectoria

### Pachuca Club de Fútbol
Raúl Suárez en 2008 se unió a las fuerzas básicas de Pachuca, donde jugó la categoría Sub-15, donde solo jugó un total de 2 partidos en solo 3 años.

### Club de Fútbol Atlante
El jugador tras pedir solicitud de salida en Pachuca, el Atlante le dio oportunidad de que se uniera, donde en 2011 se unió a la categoría Sub-17 y Sub-20, tras un gran desempeño fue llamado al primer equipo y debuta con el primer equipo en la Jornada 1 del Apertura 2014 a la edad de 19 años.

### Venados Fútbol Club
Tras casi no tener minutos de juego, el Atlante cedió a Préstamo al jugador con los Venados de Mérida, donde tendría un excelente torneo para el Apertura 2015 marco su primer gol como profesional, llamando así la atención de otros clubes que preguntaban por el jugador.

### Club Deportivo Guadalajara
El 17 de diciembre de 2015 en el Draft del Ascenso MX 2015, Chivas adquiere al jugador a Préstamo por 1 año, jugando para el equipo de Segunda División.

## Clubes
| Club                      | País   | Año             |
| ------------------------- | ------ | --------------- |
| Atlante F. C.             | México | 2014 - 2019     |
| Venados F. C. (préstamo)  | México | 2015            |
| Chivas Rayadas (préstamo) | México | 2016            |
| Pacific F. C. (préstamo)  | México | 2018            |
| Inter Playa del Carmen    | México | 2020 - 2021     |
| Venados F. C.             | México | 2021            |
| Cancún F. C.              | México | 2022 - Presente |

- Datos: Q21765409